# Myronivka
Myronivka (en ukrainien : Миронівка) est une ville de l'oblast de Kiev, en Ukraine. Sa population s'élevait à 11 964 habitants en 2013.

## Géographie
Myronivka est arrosée par la rivière Rossava (en ukrainien : Росава) et se trouve à 93 km au sud-est de Kiev.
.

## Histoire
Myronivka a le statut de ville depuis 1968.

## Population
Recensements (*) ou estimations de la population :
| 1939  | 1959* | 1970*  | 1979*  | 1989*  |
| ----- | ----- | ------ | ------ | ------ |
| 6 600 | 9 595 | 12 095 | 14 434 | 15 973 |

| 2001*  | 2010   | 2011   | 2012   | 2013   |
| ------ | ------ | ------ | ------ | ------ |
| 13 368 | 12 006 | 11 999 | 11 970 | 11 964 |

## Transports
La gare de Myronivka se trouve à 150 km de Kiev par le chemin de fer et à 102 km par la route.

## Lieux d’intérêt

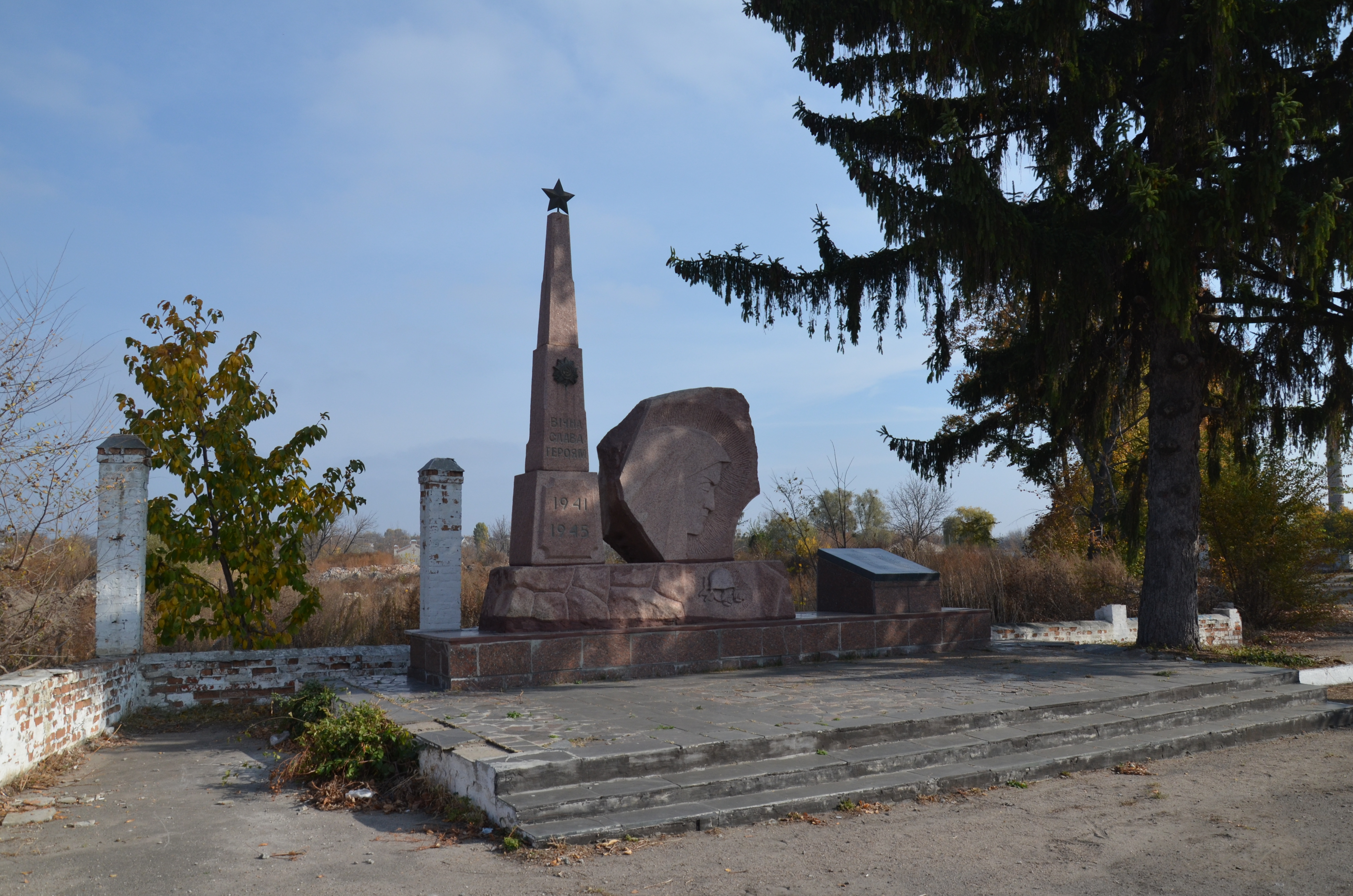
monument aux ouvriers de la sucrerie, classé[3],
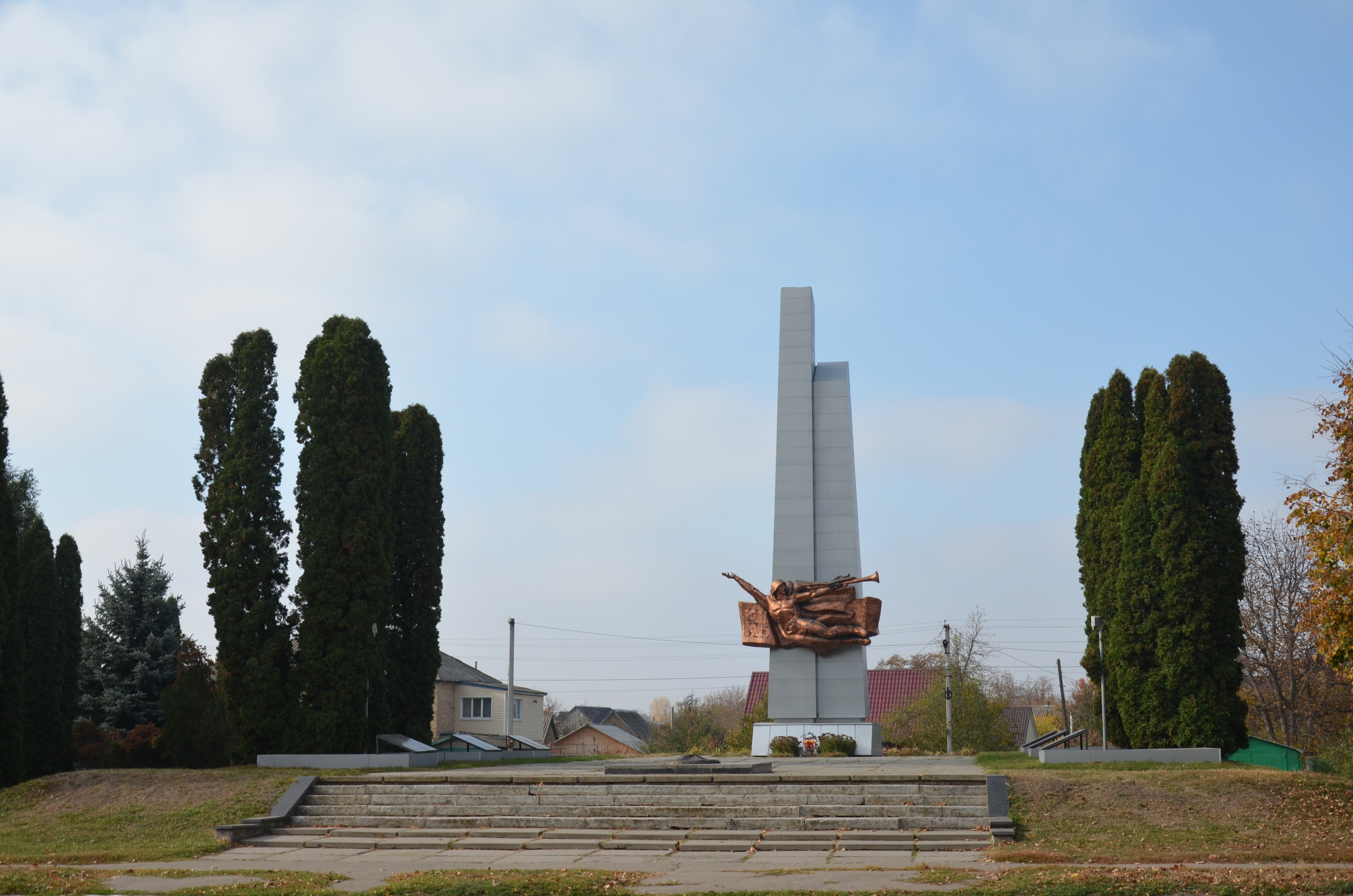
aux morts de la seconde guerre mondiale, classée[4],
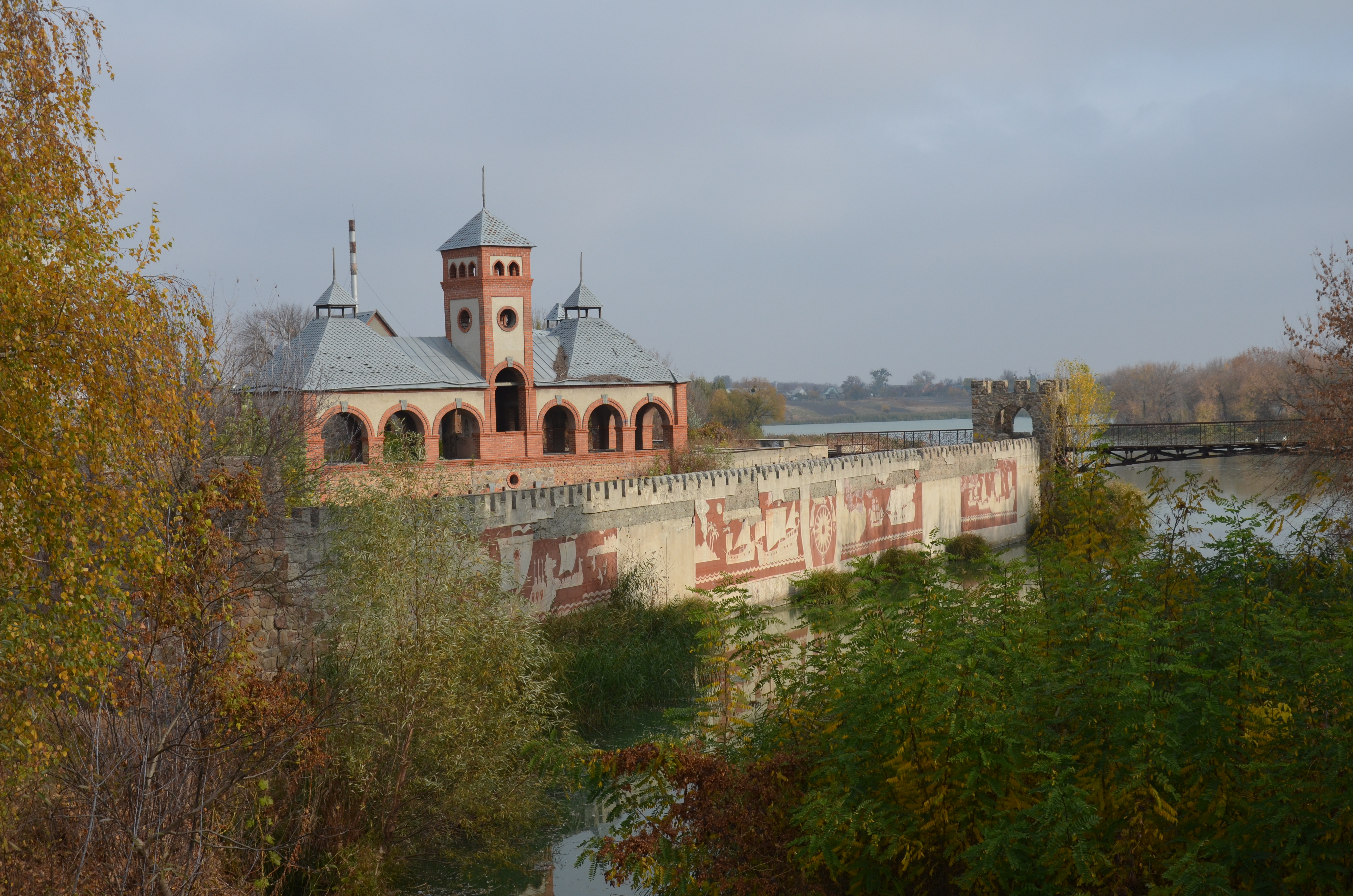
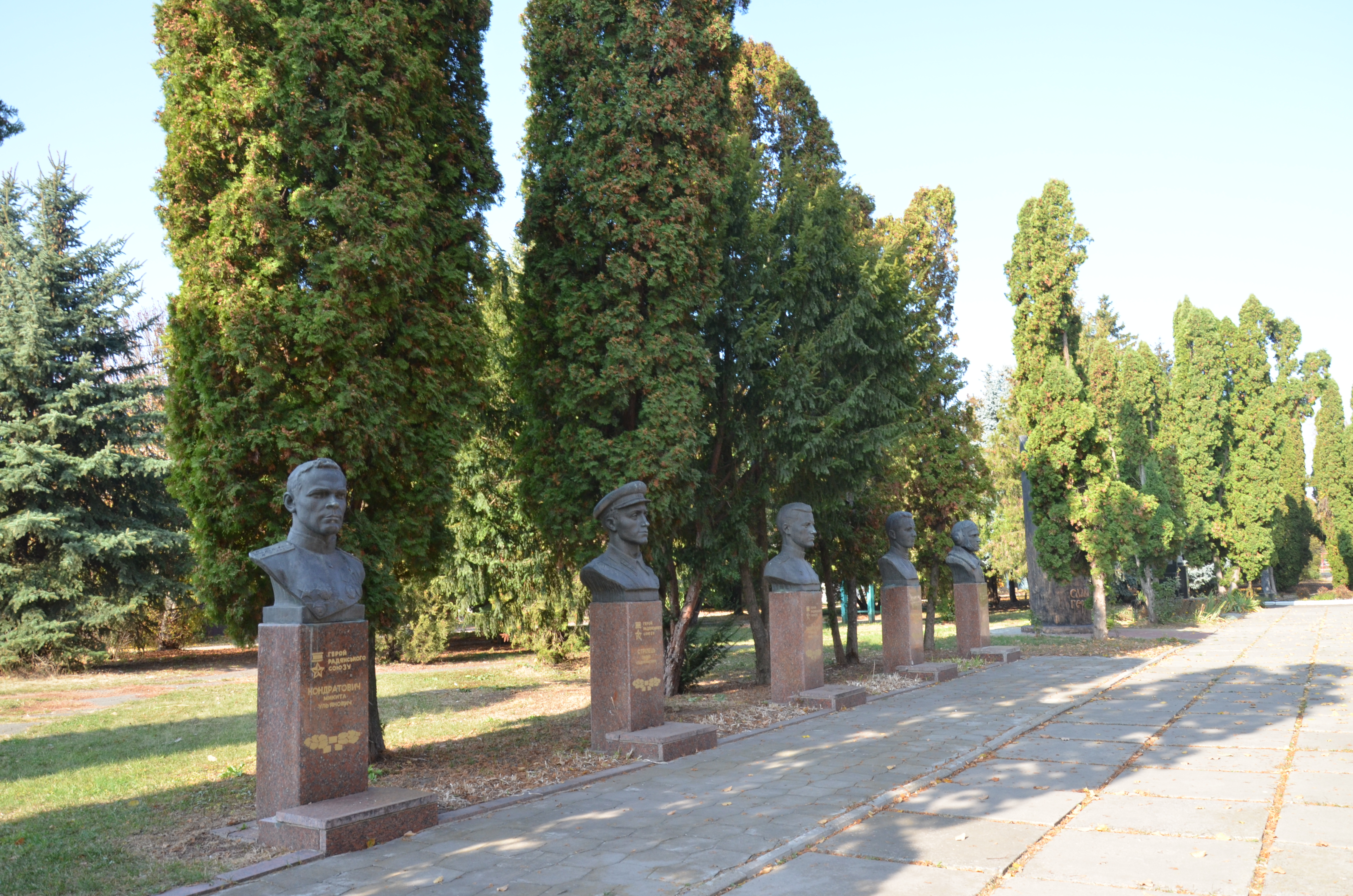
allée des héros.